# アイヌ神謡集

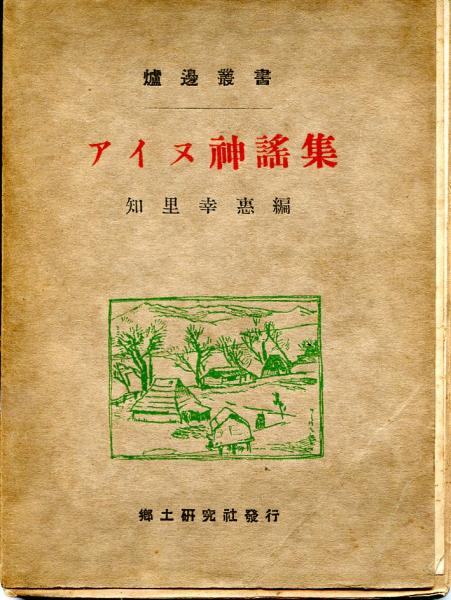
アイヌ神謠集 初版

『アイヌ神謡集』（アイヌしんようしゅう）は、知里幸恵が編纂・翻訳したアイヌの神謡（カムイユカラ）集。
本書は、和人によるアイヌ文化に対する「未開」という差別的な偏見を「自然との共生を重んじる世界観」という異なるイメージに転換させるきっかけとなった。

## 『アイヌ神謡集』が生まれるまで
1920年11月、知里幸恵が17歳の時に金田一京助に勧められ、幼い頃から祖母モナシノウクや叔母の金成マツより聞き覚えてきた「カムイユカラ」をノートにアイヌ語で記し始める。1921年金田一京助に送ると柳田国男の郷土研究社で本とする企画が進んだ。
この時期の数冊のノートには『アイヌ神謡集』の作品13篇の基礎となった自筆が記され「知里幸恵ノート」として北海道立図書館北方資料室に現存する。
1922年に『アイヌ神謡集』の草稿を推敲、執筆。本として仕上げるため同年5月に上京。金田一家で印刷用原稿の校正を完了させた当日夜、同年9月18日、心臓麻痺により急逝。
『アイヌ神謡集』は翌1923年に郷土研究社から発行された。
なお「知里幸恵ノート」を基礎に推敲、執筆された草稿、原稿、著者が校正した印刷用原稿は所在が不明。また同時に企画され執筆された『アイヌ民譚集』は出版が実現せず原稿は所在不明。

## 執筆の動機と「序」
『アイヌ神謡集』執筆の動機は、言語学者の金田一京助に、アイヌ口承文芸の価値を説かれ、勧められたからであるが、これは外面的なことであり、知里幸恵の内面的な動機は、『アイヌ神謡集』の「序」に書かれている。
大正11年3月1日の日付をもち、
の書き出しで始まる「序」には、アイヌが制約を受けることなく活動できた北海道の大地が、明治以降、急速に開発され、近代化したことが記される。それは「狩猟・採集生活」をしていたアイヌの人々にとっては、自然の破壊ばかりでなく、同時に生活を追われることでもあり、平和な日々をも壊すものであった。その変動によるアイヌの精神的な動揺と日本社会に置かれた地位をこう綴る。
幸恵は
と記すように「アイヌが滅び行く」という立場に同調しないながらも、「起伏す日頃互いに意を通ずる為に用いた多くの言語，言い古し，残し伝えた多くの美しい言葉」がなくなってしまうことを「あまりにいたましい名残惜しい事」として、本書を執筆したと述べる。
時代は下って2008年6月7日には、前日の国会におけるアイヌ先住民決議の採択を受けた朝日新聞の「天声人語」において、知里幸恵・『アイヌ神謡集』とともにこの「序」の一部が紹介された。

## 収録されたカムイユカラ
1. シマフクロウ神が自らをうたった謡「銀の滴降る降るまはりに」 Kamuichikap Kamui yaieyukar, "Shirokanipe ranran pishkan"
2. キツネが自ら歌った謡「トワトワト」 Chironnup yaieyukar, "Towa towa to"
3. キツネが自ら歌った謡「ハイクンテレケ　ハイコシテムトリ」 Chironnup yaieyukar, "Haikunterke Haikoshitemturi"
4. 兎が自ら歌った謡「サムパヤ　テレケ」 Isepo yaieyukar, "Sampaya terke"
5. 谷地の魔が自ら歌った歌「ハリツ　クンナ」 Nitatorunpe yaieyukar, "Harit kunna"
6. 小狼の神が自ら歌った謡「ホテナオ」 Pon Horkeukamui yaieyukar, "Hotenao"
7. 梟の神が自ら歌った謡「コンクワ」 Kamuichikap Kamui yaieyukar, "Konkuwa"
8. 海の神（シャチ）が自ら歌った謡「アトイカ　トマトマキ、クントテアシ　フム　フム！」 Repun Kamui yaieyukar, "Atuika tomatomaki kuntuteashi hm hm !"
9. 蛙が自らを歌った謡「トーロロ　ハンロク　ハンロク！」 Terkepi yaieyukar, "Tororo hanrok hanrok !"
10. 小オキキリムイが自ら歌った謡「クツニサ　クトンクトン」 Pon Okikirmui yaieyukar, "Kutnisa kutunkutun"
11. 小オキキリムイが自ら歌った謡「此の砂赤い赤い」 Pon Okikirmui yaieyukar, "Tanota hurehure"
12. 獺が自ら歌った謡「カツパ　レウレウ　カツパ」 Esaman yaieyukar, "Kappa reureu kappa"
13. 沼貝が自ら歌った謡「トヌペカ　ランラン」 Pipa yaieyukar, "Tonupeka ranran"

これらの収録作品のアイヌ語について研究が行われている。また口承文芸としてのアイヌ神謡の調べを復元し継承していく試みがされている。

## テクスト
『アイヌ神謡集』の郷土研究社版は1923年の初版と1926年の再版があり、昭和後期の1970年と1974年に弘南堂書店で出版され、1978年に岩波文庫で再刊された。
上記諸版の間には本文の違いがあることが指摘されている。2009年に岩波書店版はワイド版（大判）も刊行された
2023年8月に岩波文庫版は、中川裕の補訂により改訂刊行され、口承文芸は語り手自身がその都度即興で演ずるものであり、伝承者自身による作品である、という解釈に基づき、旧版の「知里幸惠編訳」から『知里幸惠 アイヌ神謡集』表記に替えられた。
なお岩波文庫では、沖縄(琉球王国期)の歌謡集である『おもろさうし』は古典日本文学である「黄帯」での収録だが、『アイヌ神謡集』はアジア文学として外国文学の「赤帯」に分類されている。